# Glenn Resch
Pour les articles homonymes, voir Resch.
Glenn Allan Resch, dit Chico Resch (né le 10 juillet 1948 à Moose Jaw en Saskatchewan, au Canada), est un joueur professionnel de hockey sur glace qui évolue dans la Ligue nationale de hockey de 1973 à 1986 pour les Islanders de New York, les Rockies du Colorado, les Devils du New Jersey et les Flyers de Philadelphie. Il commente les matchs des Devils sur FSN et MSG de 1996 à 2014.

## Biographie
Resch rejoint les Islanders et la LNH pour la saison 1973-1974 de la LNH. Il ne joue que deux matchs dans la LNH cette saison-là, passant le plus clair de son temps à Fort Worth. Il y gagne le titre de meilleur joueur de la ligue et une place dans la première équipe d'étoiles.
La saison suivante, il rejoint officiellement la LNH comme deuxième gardien de l'équipe derrière Billy Smith. En 25 parties, il récolte 12 victoires, 7 défaites et 5 matchs nuls, en plus de 3 blanchissages. Lors des séries éliminatoires, il termine avec un bilan de 8 victoires contre 4 défaites et une moyenne de 2,17 buts concédés par match.
Il obtient le poste de gardien numéro un la saison suivante. En 44 matchs, il obtient 23 victoires, 11 défaites, 8 matchs nuls et 7 jeux blancs, pour une moyenne de buts alloués de 2,07. Au cours des saisons suivantes, il partage le travail devant les filets des Islanders avec Billy Smith. Finalement, en 1980, Resch remporte la Coupe Stanley avec les Islanders. Il n'est cependant pas l'un des principaux artisans de cette conquête, ayant passé la majeure partie des séries dans l'ombre de Smith et restant presque toujours sur le banc. La saison suivante, il se retrouve chez les Rockies du Colorado avec Steve Tambellini, en échange de Mike McEwen et de Jari Kaarela.
Resch joue au Colorado pour le reste de la saison 1980-1981 et la saison 1981-1982 avant que les Rockies ne déménagent au New Jersey, où ils deviennent les Devils. Il est cédé aux Flyers le 11 mars 1986 pour un choix de 3e tour au repêchage d'entrée dans la LNH 1986 (Marc Laniel). La saison suivante est la dernière de sa carrière. Il seconde la recrue Ron Hextall en 1986-1987 alors que le club s'arrête à une victoire de la Coupe Stanley.
Resch remporte le trophée Bill-Masterton en 1982 et fait trois apparitions au Match des étoiles, en 1976, 1977 et 1984. Il prend aussi part à deux Coupes Canada, l'une pour le Canada en 1976 et l'autre pour les États-Unis.

## Statistiques
| Saison    | Équipe                       | Ligue |    | Saison régulière | Saison régulière | Saison régulière | Saison régulière | Saison régulière | Saison régulière | Saison régulière | Saison régulière | Saison régulière | Saison régulière |   | Séries éliminatoires | Séries éliminatoires | Séries éliminatoires | Séries éliminatoires | Séries éliminatoires | Séries éliminatoires | Séries éliminatoires | Séries éliminatoires | Séries éliminatoires |
| Saison    | Équipe                       | Ligue | PJ | V                | D                | Pr/N             | Min              | BC               | Moy              | % Arr            | Bl               | Pun              | PJ               | V | D                    | Min                  | BC                   | Moy                  | % Arr                | Bl                   | Pun                  |                      |                      |
| 1966-1967 | Pats de Regina               | SJHL  | 5  |                  |                  |                  | 300              |                  | 3,4              |                  |                  |                  | 6                | 2 | 4                    | 360                  |                      | 4,33                 |                      |                      |                      |                      |                      |
| 1968-1969 | Bulldogs de Minnesota-Duluth | WCHA  | 24 | 5                | 19               | 0                | 1 424            |                  | 4,93             |                  |                  |                  | -                |   |                      |                      |                      |                      |                      |                      |                      |                      |                      |
| 1969-1970 | Bulldogs de Minnesota-Duluth | WCHA  | 25 | 12               | 12               | 1                | 1 500            |                  | 3,88             |                  |                  |                  | -                |   |                      |                      |                      |                      |                      |                      |                      |                      |                      |
| 1970-1971 | Bulldogs de Minnesota-Duluth | WCHA  | 26 | 11               | 14               | 1                | 1 518            |                  | 4,23             |                  |                  |                  | 11               |   |                      | 617                  |                      | 2,82                 |                      |                      |                      |                      |                      |
| 1971-1972 | Mohawks de Muskegon          | LIH   | 59 |                  |                  |                  | 3 488            |                  | 3,08             |                  |                  | 12               | 11               |   |                      |                      |                      |                      |                      |                      | 0                    |                      |                      |
| 1972-1973 | Nighthawks de New Haven      | LAH   | 43 | 7                | 21               | 14               | 2 408            | 166              | 4,13             | 89,7             | 0                | 13               | -                | - | -                    | -                    | -                    | -                    | -                    | -                    | -                    |                      |                      |
| 1973-1974 | Wings de Fort Worth          | LCH   | 55 | 24               | 20               | 11               | 3 300            | 3,18             |                  | 0                |                  | 2                | 5                | 1 | 4                    | 300                  |                      | 3,6                  |                      |                      | 2                    |                      |                      |
| 1973-1974 | Islanders de New York        | LNH   | 2  | 1                | 1                | 0                | 120              | 6                | 3                | 89,5             | 0                | 0                | -                | - | -                    | -                    | -                    | -                    | -                    | -                    | -                    |                      |                      |
| 1974-1975 | Islanders de New York        | LNH   | 25 | 12               | 7                | 5                | 1 428            | 59               | 2,48             | 91,6             | 3                | 0                | 12               | 8 | 4                    | 690                  |                      | 2,17                 | 93,1                 | 1                    | 4                    |                      |                      |
| 1975-1976 | Islanders de New York        | LNH   | 44 | 23               | 11               | 8                | 2 540            | 88               | 2,08             | 92,8             | 7                | 0                | 7                | 3 | 3                    | 356                  |                      | 3,03                 | 90,7                 | 0                    |                      |                      |                      |
| 1976-1977 | Islanders de New York        | LNH   | 46 | 26               | 13               | 6                | 2 707            | 103              | 2,28             | 91,7             | 4                | 2                | 3                | 1 | 1                    | 143                  |                      | 2,1                  | 91,7                 | 0                    | 0                    |                      |                      |
| 1977-1978 | Islanders de New York        | LNH   | 45 | 28               | 9                | 7                | 2 633            | 112              | 2,55             | 90,8             | 3                | 12               | 7                | 3 | 4                    | 384                  |                      | 2,34                 | 91,4                 | 0                    |                      |                      |                      |
| 1978-1979 | Islanders de New York        | LNH   | 43 | 26               | 7                | 10               | 2 540            | 106              | 2,5              | 91,4             | 2                | 6                | 5                | 2 | 3                    | 298                  |                      | 2,21                 | 92,3                 | 1                    |                      |                      |                      |
| 1979-1980 | Islanders de New York        | LNH   | 45 | 23               | 14               | 6                | 2 599            | 132              | 3,05             | 90,1             | 3                | 4                | 4                | 0 | 2                    | 117                  |                      | 4,59                 | 80,4                 | 0                    | 0                    |                      |                      |
| 1980-1981 | Islanders de New York        | LNH   | 32 | 18               | 7                | 5                | 1 814            | 93               | 3,08             | 89,4             | 3                | 0                | -                | - | -                    | -                    | -                    | -                    | -                    | -                    | -                    |                      |                      |
| 1980-1981 | Rockies du Colorado          | LNH   | 8  | 2                | 4                | 2                | 446              | 28               | 3,77             | 87,7             | 0                | 0                | -                | - | -                    | -                    | -                    | -                    | -                    | -                    | -                    |                      |                      |
| 1981-1982 | Rockies du Colorado          | LNH   | 61 | 16               | 31               | 11               | 3 417            | 230              | 4,04             | 87,9             | 0                | 8                | -                | - | -                    | -                    | -                    | -                    | -                    | -                    | -                    |                      |                      |
| 1982-1983 | Devils du New Jersey         | LNH   | 65 | 15               | 35               | 12               | 3 645            | 242              | 3,98             | 87,5             | 0                | 6                | -                | - | -                    | -                    | -                    | -                    | -                    | -                    | -                    |                      |                      |
| 1983-1984 | Devils du New Jersey         | LNH   | 51 | 9                | 31               | 3                | 2 631            | 184              | 4,19             | 87,1             | 1                | 12               | -                | - | -                    | -                    | -                    | -                    | -                    | -                    | -                    |                      |                      |
| 1984-1985 | Devils du New Jersey         | LNH   | 51 | 15               | 27               | 5                | 2 877            | 200              | 4,17             | 85,8             | 0                | 6                | -                | - | -                    | -                    | -                    | -                    | -                    | -                    | -                    |                      |                      |
| 1985-1986 | Devils du New Jersey         | LNH   | 29 | 10               | 20               | 0                | 1 762            |                  | 4,29             | 85,7             | 0                | 14               | -                | - | -                    | -                    | -                    | -                    | -                    | -                    | -                    |                      |                      |
| 1985-1986 | Flyers de Philadelphie       | LNH   | 5  | 1                | 2                | 0                | 185              | 10               | 3,21             | 88,1             | 0                | 0                | 1                | 0 | 0                    | 7                    | 1                    | 8,24                 | 0                    | 0                    | 0                    |                      |                      |
| 1986-1987 | Flyers de Philadelphie       | LNH   | 17 | 6                | 5                | 2                | 864              | 42               | 2,92             | 90,3             | 0                | 0                | 2                | 0 | 0                    | 30                   |                      | 1,96                 | 90,9                 | 0                    | 0                    |                      |                      |